# Arliss Howard
Arliss Howard (ur. 18 października 1954 w Independence) – amerykański aktor filmowy i teatralny związany z American Repertory Theater.

## Filmografia[1]
- Full Metal Jacket (1987)
- Tequila Sunrise (1988)
- Wiem, że mam na imię Steven (1989)
- Mężczyźni nie odchodzą (1990)
- Ktoś musi zrobić to zdjęcie (1990)
- Dla naszych chłopców (1991)
- Ruby (1992)
- Piromani (1993)
- Ślicznotki (1995)
- Człowiek, który pojmał Eichmanna (1996)
- Amistad (1997)
- Stary (1997)
- Zaginiony świat: Jurassic Park (1997)
- Wiesz kim jestem (1999)
- Big Bad Love (2001; reżyser)

## Spektakle[1]
- A Lie of the Mind
- Geography of Luck
- How I Learned to Drive[2]
- In the Jungle of Cities
- Killer's Head
- Life and Limb
- The Late Henry Moss
- The Monogamist
- Uncle Vanya

## Nagrody i nominacje[3]
- zwycięzca CableACE Award za rolę drugoplanową w filmie Człowiek, który pojmał Eichmanna (1992)
- nominacja do CableACE Award za rolę drugoplanową w filmie Człowiek, który pojmał Eichmanna (1997)
- nominacja do Złotej Kamery za film Big Bad Love (2001)